# Турнемир (Канталь)
Турнеми́р (фр. Tournemire, окс. Tornamira) — коммуна во Франции, находится в регионе Овернь. Департамент — Канталь. Входит в состав кантона Сен-Сернен. Округ коммуны — Орийак.
Код INSEE коммуны — 15238.
Коммуна расположена приблизительно в 430 км к югу от Парижа, в 95 км юго-западнее Клермон-Феррана, в 15 км к северу от Орийака.

## Население
Население коммуны на 2008 год составляло 141 человек.
| 1962 | 1968 | 1975 | 1982 | 1990 | 1999 | 2008 |
| ---- | ---- | ---- | ---- | ---- | ---- | ---- |
| 272  | 299  | 214  | 183  | 163  | 145  | 141  |

## Администрация
| Период | Период | Фамилия          | Партия | Примечания |
| ------ | ------ | ---------------- | ------ | ---------- |
| 1944   | 1946   | Поль Латурнери   |        |            |
| 1946   | 1959   | Антуан Робер     |        |            |
| 1959   | 1963   | Жан-Пьер Террис  |        |            |
| 1963   | 1983   | Жозеф Брок       |        |            |
| 1983   | 2008   | Жак Латурнери    |        |            |
| 2008   |        | Жан-Пьер Фрюкьер |        |            |

## Экономика
В 2007 году среди 66 человек в трудоспособном возрасте (15—64 лет) 51 были экономически активными, 15 — неактивными (показатель активности — 77,3 %, в 1999 году было 66,2 %). Из 51 активных работали 50 человек (31 мужчина и 19 женщин), безработной была 1 женщина. Среди 15 неактивных 2 человека были учениками или студентами, 8 — пенсионерами, 5 были неактивными по другим причинам.

## Достопримечательности
- Церковь Св. Иоанна Крестителя (XII век). Памятник истории с 1944 года[3]
- Замок Анжони (XV век). Памятник истории с 2004 года[4]

## Фотогалерея

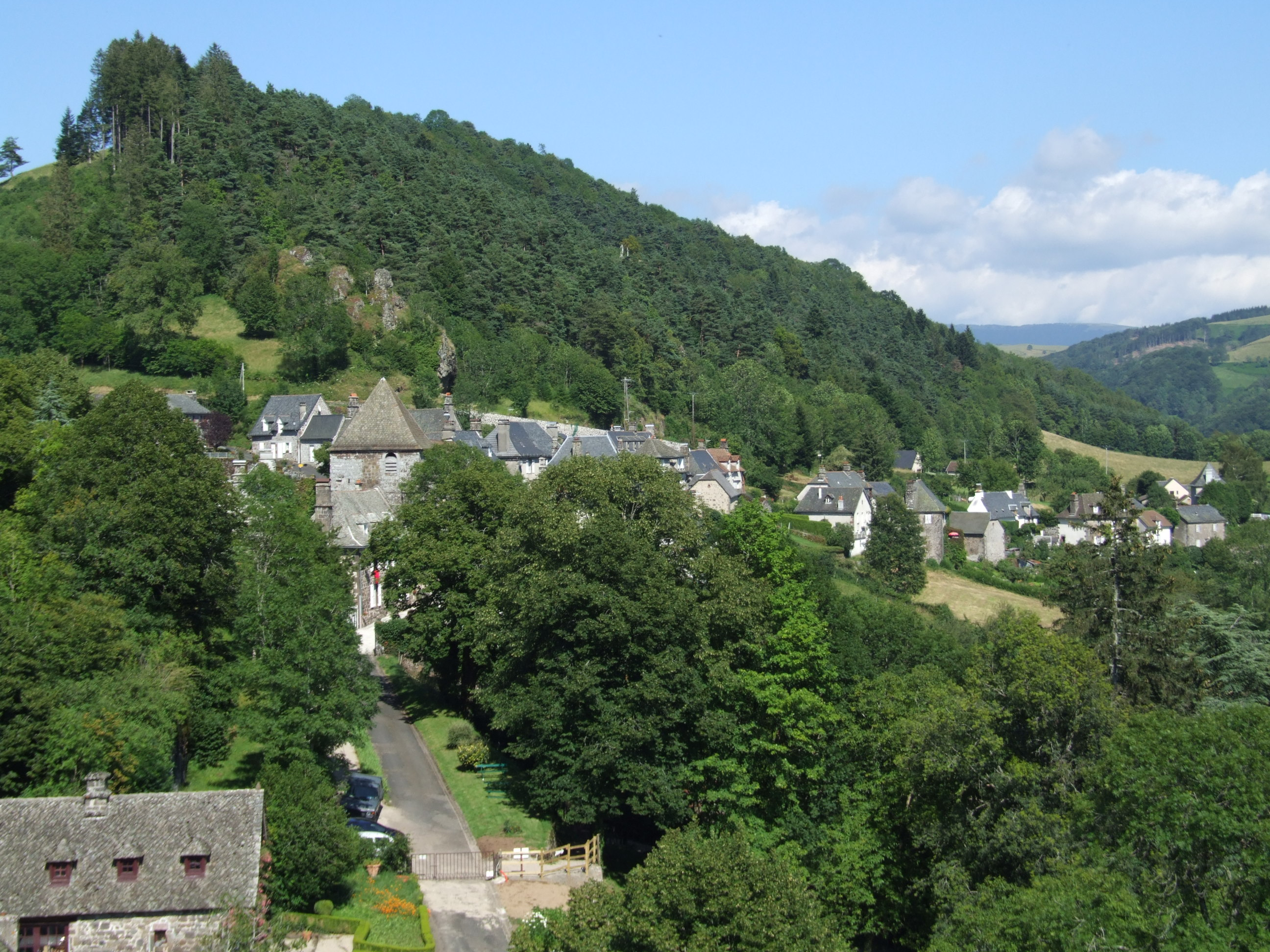
Турнемир
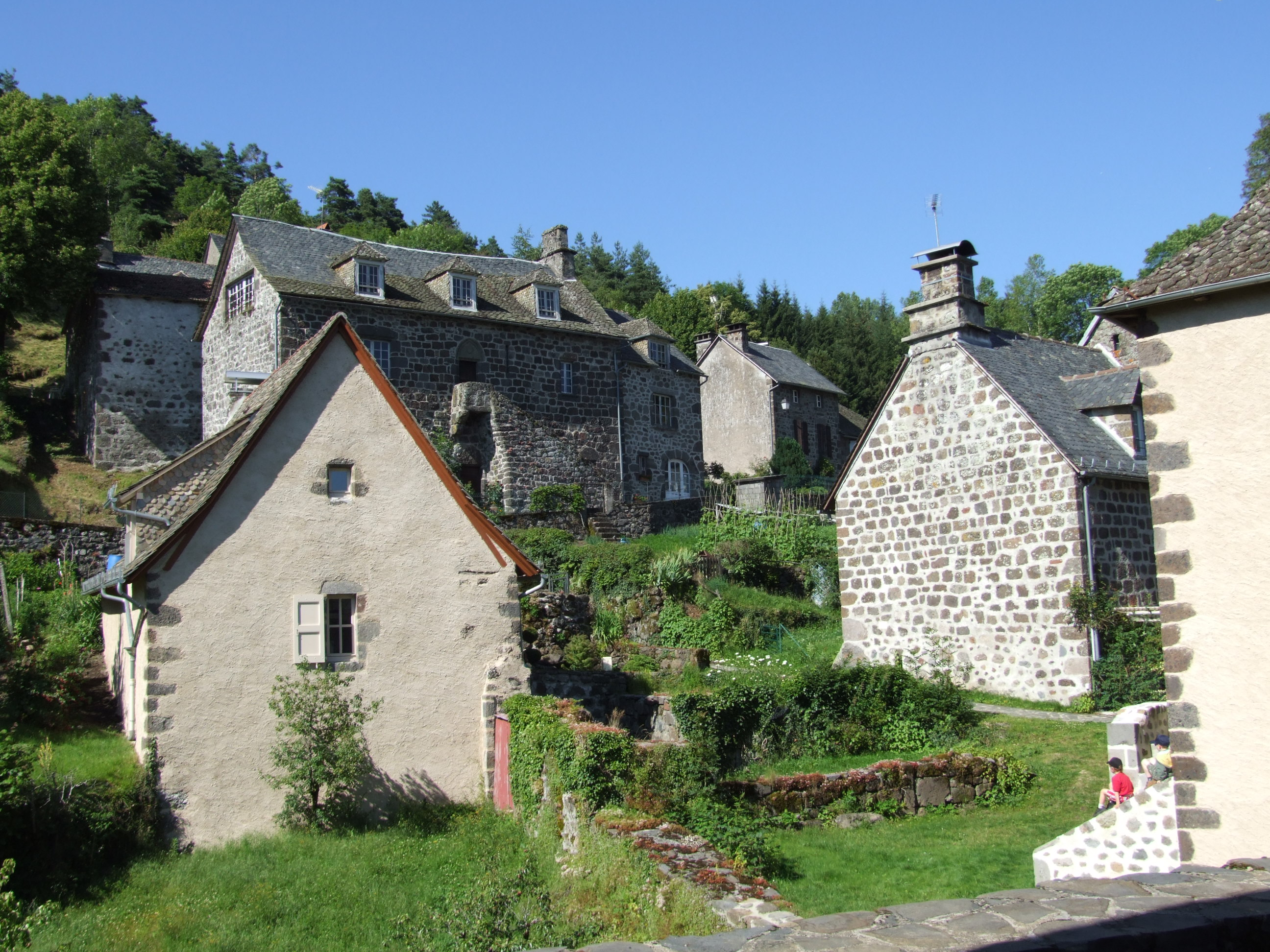
Турнемир
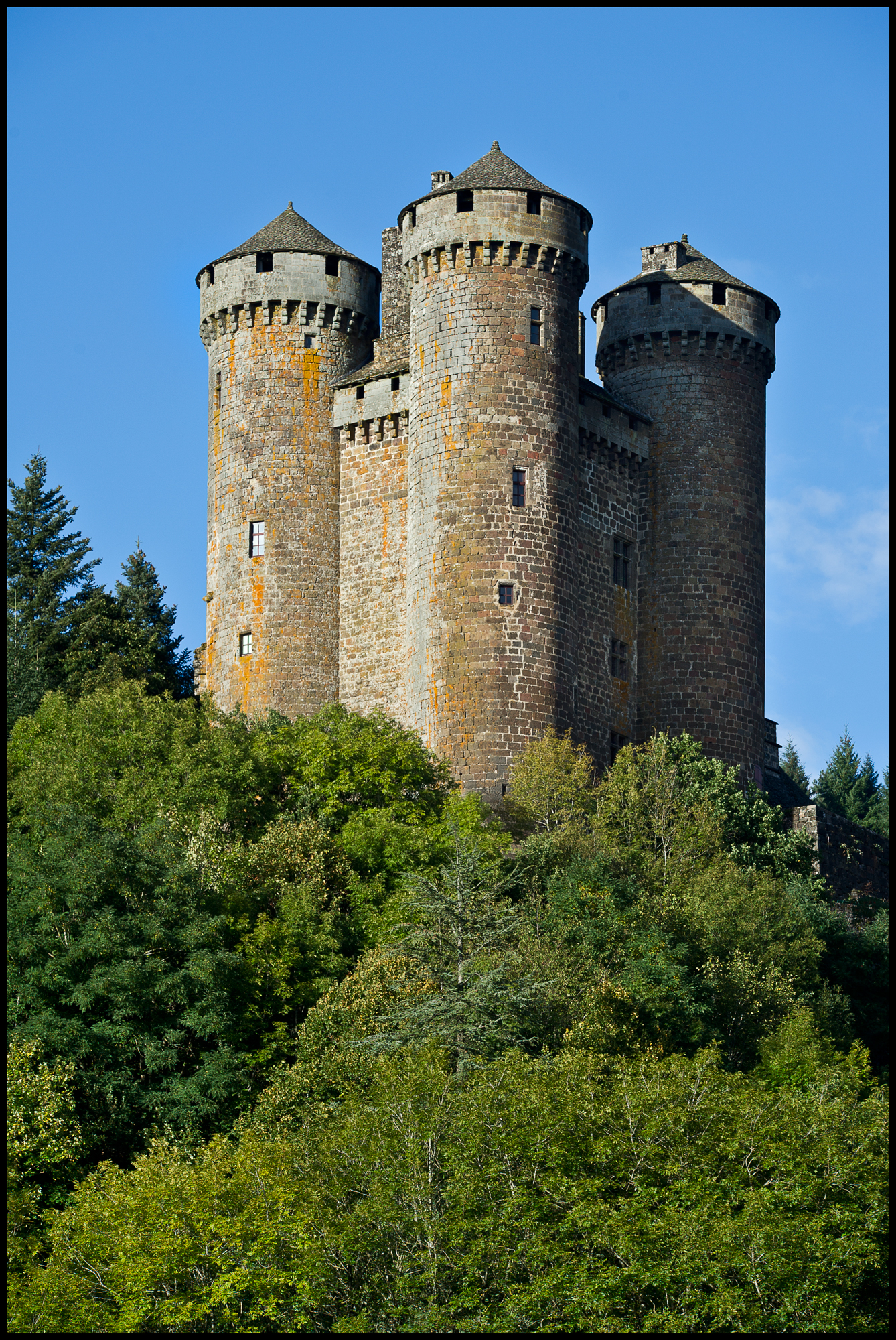
Замок Анжони
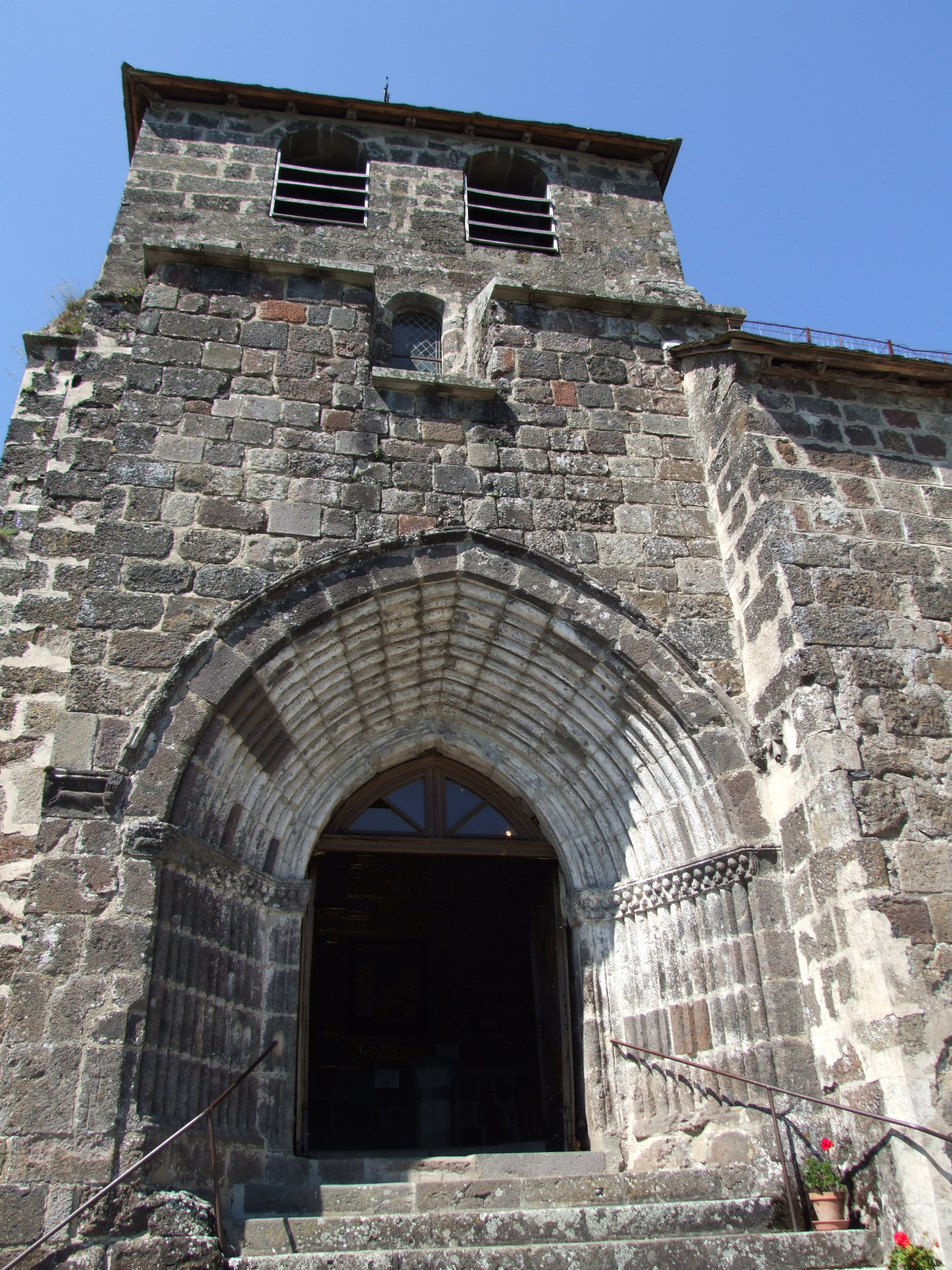
Церковь